# Denzil Douglas

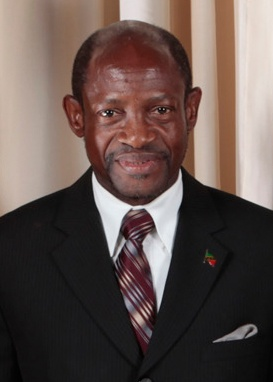
Denzil Llewellyn Douglas

Denzil Llewellyn Douglas (Saint Paul Capesterre, 14 januari 1953) was de premier van Saint Kitts en Nevis van 16 juli 1995 tot 18 februari 2015. Hij was de langstzittende premier van Saint Kitts en Nevis. Douglas is lid van de Saint Kitts and Nevis Labour Party (SKNLP).
- International Standard Name Identifier: 0000 0000 3919 8326
- Library of Congress Control Number: nb2006023201
- Nederlandse Thesaurus van Auteursnamen: 329778544
- Virtual International Authority File: 65994497
- WorldCat: E39PBJv8JJMQxb87YwfvjbyTpP